# Rhacophorus orlovi
Rhacophorus orlovi és una espècie de granota que viu a Laos, Tailàndia i el Vietnam.
Està amenaçada d'extinció per la pèrdua del seu hàbitat natural.